# Margitay István
Margitfalvi Margitay István (Gáborján (Bihar megye), 1804. január 5. (keresztelés) – Debrecen, 1877. március 29.) orvosdoktor és szülészmester, Margitay Gábor honvédőrnagy testvérbátyja.

## Élete
Margitai István és Illyés Julianna fia. 1837-ben a Pesti Egyetemen nyert orvosdoktori oklevelet és Debrecenben telepedett le mint gyakorló-orvos. Végrendeletében kilenc darab gyógyszerészeti és művegyészeti részvényt hagyott a Magyar Tudományos Akadémiára; a debreceni református egyháznak is nagyobb összeget.

## Munkája
- De medicina organica, ope empiriae rationalis construenda disserit ... Budae, 1837.